# Elkhorn (Nebraska)
Elkhorn város az USA Nebraska államában,  megyében Lakosainak száma 6062 fő (2000).
Létrejöttét az első transzkontinentális vasútvonalnak köszönheti.

## Népesség
A település népességének változása:

| 2000 | 6 062 |